# Westermarkt (Amsterdam)

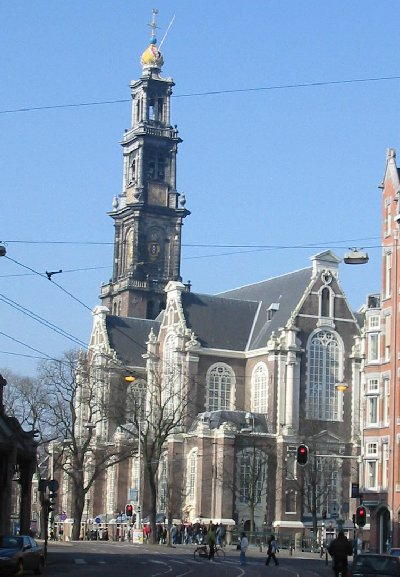
De Westerkerk met de Westertoren op de Westermarkt

De Westermarkt is een plein in Amsterdam-Centrum tussen de Keizersgracht (bij nr. 198) en de Prinsengracht (bij nr. 281). Het plein verbindt de Raadhuisstraat met de Rozengracht.
Op het plein ligt de Westerkerk. Na de voltooiing van de kerk in 1631 kreeg het plein in de volksmond de naam Westermarkt. Die naam verdrong de bij de aanleg in 1616 door het stadsbestuur gegeven naam "Keizersmarkt".
Vanaf 1619 stond op de Westermarkt aan de zijde van de Keizersgracht de Westerhal, een waag die in 1857 werd afgebroken.
Op het plein, naast de Westertoren, niet ver van het Anne Frank Huis, staat een bronzen beeld van Anne Frank, gemaakt door Mari Andriessen.
Het plein wordt soms verward met de Westerstraat-markt, die wekelijks in de nabijgelegen Westerstraat wordt gehouden. Op de Westermarkt zelf wordt geen markt gehouden.

## Homomonument
Aan de kant van de Keizersgracht ligt het Homomonument. Na een initiatief in 1979 werd dit eerste homomonument ter wereld in 1987 onthuld. Het monument, naar ontwerp van de Amsterdamse kunstenares Karin Daan, bestaat uit een grote driehoek die verdeeld is in drie granieten driehoeken. Een van de driehoeken, in roze graniet, ligt tegen de kade van de Keizersgracht en hangt voor een deel boven het water. Tijdens de Tweede Wereldoorlog was de roze driehoek het teken dat homoseksuelen in concentratiekampen moesten dragen.
|  |  |  |

## Openbaar vervoer
De tramlijnen 13 en 17 hebben een halte op de Westermarkt.